# Otto Tausig

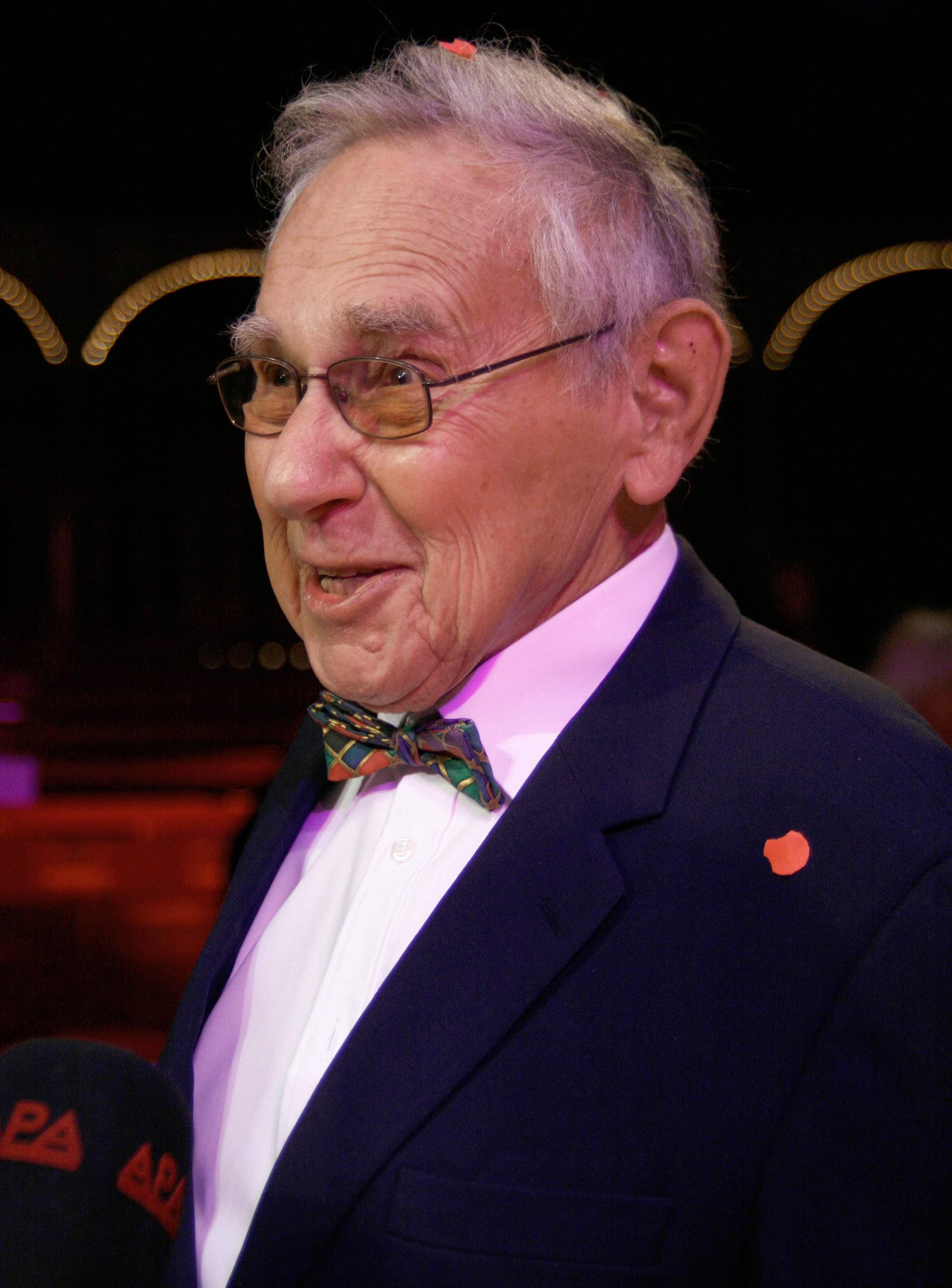
Otto Tausig (Nestroy-Theaterpreis 2009)

Otto Heinz Tausig (* 13. Februar 1922 in Wien; † 10. Oktober 2011 ebenda) war ein österreichischer Schauspieler, Drehbuchautor und Regisseur.

## Leben und Wirken
Otto Tausig kam in der elterlichen Wohnung in der Favoritenstraße in Wien zur Welt. Seine allererste Bühnenerfahrung hatte er, wie er sich in seiner Autobiografie Kasperl, Kummerl, Jud - Eine Lebensgeschichte (2003) erinnert, mit vier Jahren, als seine Eltern mit ihm ins Johann-Strauß-Theater gingen, wo Josephine Baker auftrat. Bei jeder Vorstellung holte sie einen Mann auf die Bühne und an diesem Abend fiel ihre Wahl auf Otto („Ich wusste überhaupt nicht, was sie von mir wollte, und begann fürchterlich zu weinen. Die Leute lachten. Es war grauenhaft.“). Als er 13 Jahre alt war, bewarb er sich heimlich an einer Schauspielschule, wurde aber mit dem Rat, es mit 16 noch einmal zu versuchen, abgewiesen.
1938, nach dem „Anschluss“ Österreichs an das nationalsozialistische Deutsche Reich, schickten seine Eltern ihn wegen der aufgrund seiner jüdischen Herkunft zu befürchtenden Verfolgung mit einem Kindertransport nach Großbritannien, wo er als Land- und Fabrikarbeiter arbeitete. Seine Mutter Franziska Tausig (1895–1989) floh nach Shanghai und konnte ihren Mann, der bereits in ein Konzentrationslager deportiert worden war, freikaufen und zu sich holen. Er starb in der Emigration an Tuberkulose. Sie veröffentlichte ihre Erinnerungen an diese Zeit 1987 unter dem Titel Shanghai Passage. Flucht und Exil einer Wienerin. Otto Tausig wurde als „Enemy Alien“ interniert. Während der zwei Jahre, die er in mehreren Lagern verbrachte, lernte er unter anderem den Dichter Kurt Schwitters kennen. Nach der Entlassung aus der Internierung ging er nach London, wo er tagsüber als Schlosser arbeitete und abends im Austrian Center des Free Austrian Movement an satirischen Bühnenprogrammen mitwirkte; unter anderem wurde dort auch Jura Soyfers Vineta. Die versunkene Stadt aufgeführt.
Nach dem Ende des Zweiten Weltkrieges kehrte Otto Tausig, inzwischen verheiratet und nach den Erfahrungen der vorhergehenden Jahre als überzeugter Kommunist, 1946 in seine Heimat zurück. Er begann ein Studium am Max-Reinhardt-Seminar in Wien. Bereits zwei Jahre später, 1948, begann Tausig als Schauspieler, Regisseur und Chefdramaturg am Neuen Theater in der Scala zu arbeiten. Das Ensemble war kommunistisch orientiert, was zur Folge hatte, dass nach der Schließung des Theaters im Jahr 1956 die Schauspieler in der antikommunistischen Stimmung im Wien jener Zeit (vgl. Wiener Brecht-Boykott) schwer an anderen Theatern unterkamen. Tausig erinnerte sich: „Entweder man unterschrieb, dass man sich vom Kommunismus in jeder Form abwendet, oder du hast kein Engagement mehr bekommen. Also bin ich ein zweites Mal emigriert.“ Er ging an das Deutsche Theater und die Volksbühne in Ost-Berlin. Hier wirkte er als Drehbuchautor und Regisseur an satirischen Kurzspielfilmen der DEFA, den sogenannten „Stacheltier“-Produktionen mit. In jenen Jahren, vor dem Bau der Berliner Mauer, bestand noch Bewegungsfreiheit, allerdings begannen ihm die „Spitzeleien der DDR-Behörden dann doch auf die Nerven“ zu gehen. Später wandte er sich von der Kommunistischen Partei ab und nahm an Demonstrationen gegen die Stationierung von DDR-Raketen in Ost-Berlin wie auch auf der Mutlanger Heide teil.
1960 wechselte Tausig an das Schauspielhaus Zürich, bevor er als freischaffender Schauspieler und Regisseur in ganz Deutschland aktiv war. 1970 wurde er, engagiert von Gerhard Klingenberg, Ensemblemitglied und Regisseur am Wiener Burgtheater, wo er bis 1983 tätig war. In dieser Zeit gründete er eine Amnesty-International-Gruppe zur Unterstützung von politisch verfolgten Schauspielern und Künstlern, mit der er sich unter anderem für Václav Havel einsetzte.
Nach diesem Engagement arbeitete er wieder als freischaffender Künstler im gesamten deutschsprachigen Raum. Neben seiner Theater-Karriere war er auch als Filmschauspieler und Regisseur für Film- und Fernsehproduktionen und als Professor am Max-Reinhardt-Seminar tätig. Seine Bühnenkarriere beendete er 1999 mit der Rolle des Advokaten Schnoferl in Nestroys Das Mädl aus der Vorstadt am Wiener Volkstheater.

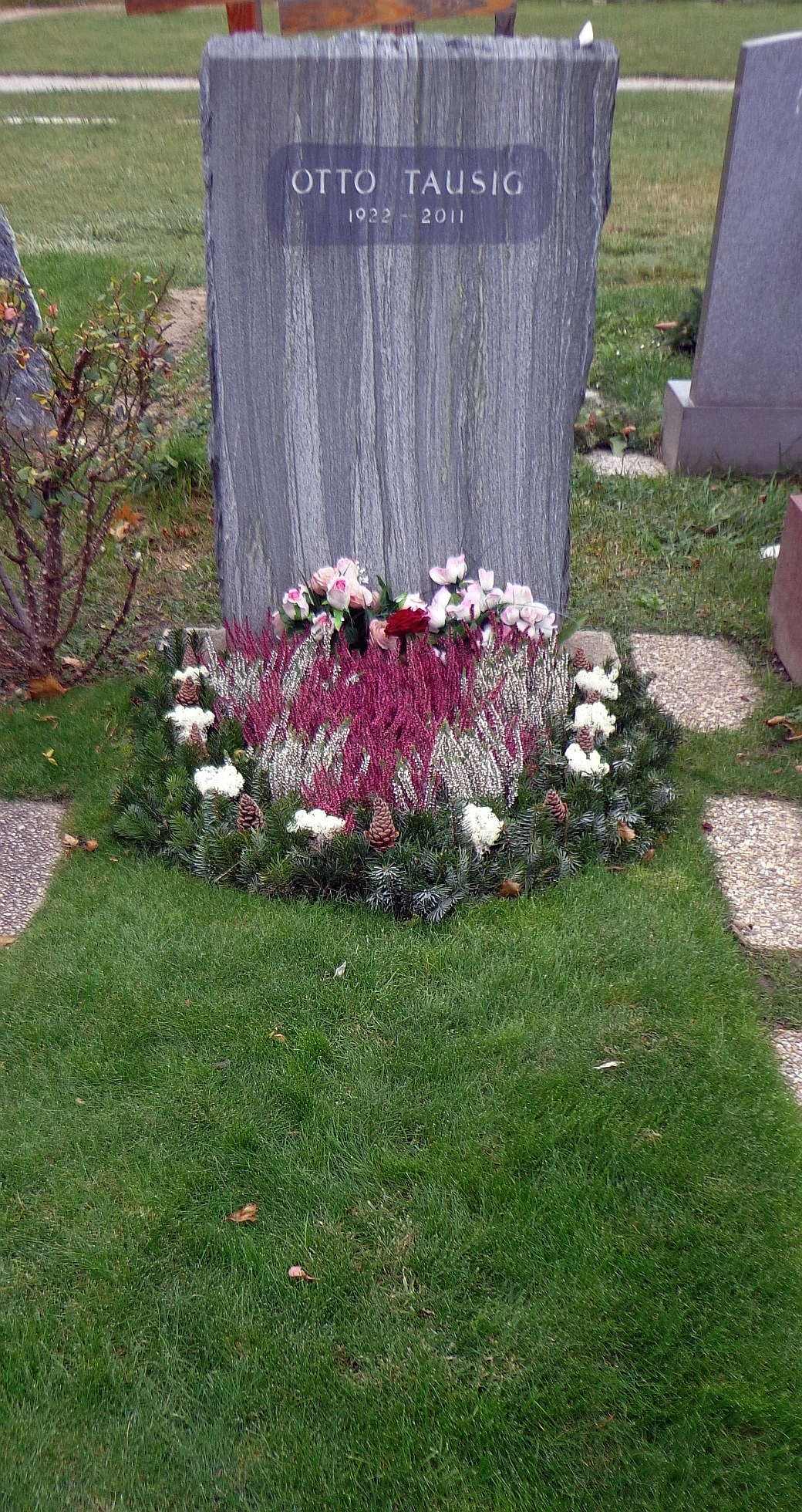
Wiener Zentralfriedhof – ehrenhalber gewidmetes Grab von Otto Tausig

Von Anfang an war Tausig in seiner Schauspieltätigkeit insbesondere auf komödiantische Rollen, nicht selten mit tragischen Untertönen, spezialisiert, die er in zahlreichen Nestroy-Aufführungen, als Truffaldino in Carlo Goldonis Der Diener zweier Herren, als Lope de Vegas Ritter vom Mirakel oder als Cyrano de Bergerac verkörperte. Sein Repertoire umfasste auch Rollen unter anderem in Hugo von Hofmannsthals Der Schwierige, de Beaumarchais’ Der tolle Tag oder Figaros Hochzeit, Peter Handkes Der Ritt über den Bodensee, Jehoschua Sobols Ghetto (Inszenierung: Peter Zadek), Jean-Paul Sartres Kean oder Unordnung und Genie, Molières Tartuffe und Friedrich Schillers Wallenstein. Als Drehbuchautor und Regisseur wirkte er an rund 70 Produktionen mit. 2009 wurde er mit dem Nestroy-Theaterpreis für sein Lebenswerk geehrt. Sein letzter Film war „Der Mann mit dem Fagott“ – der Zweiteiler, der die Familiengeschichte von Udo Jürgens erzählt.
Viele Jahre widmete Tausig sich im Rahmen der Initiative Entwicklungshilfe der Künstler des Entwicklungshilfeklubs Projekten der Entwicklungszusammenarbeit. Seit Ende der 1980er Jahre spendete er seine gesamten Einnahmen aus Engagements und Auftritten diesem Hilfsprojekt („Das ist der einzige Zweck meiner Auftritte“), selbst lebte er von seiner Pension als Burgtheater-Schauspieler. Mit der Initiative unterstützte er etwa indische Kinder, die aus der Kinderarbeit in Teppichfabriken oder Steinbrüchen befreit werden konnten oder Flüchtlingskinder ohne Eltern in Österreich, die im Laura-Gatner-Heim in Hirtenberg unterkamen, das nach seiner im Vernichtungslager Treblinka ermordeten Großmutter benannt wurde.
Otto Tausig starb am 10. Oktober 2011 nach langer Krankheit im Kreise seiner Familie in Wien und wurde nach Einäscherung in der Feuerhalle Simmering auf dem Wiener Zentralfriedhof in einem ehrenhalber gewidmeten Grab (Gruppe 40, Nummer 181) beigesetzt. Im Jahr 2013 wurde in Wien-Wieden (4. Bezirk) der Tausigplatz nach ihm und seiner Mutter Franziska Tausig benannt. Tausig war in zweiter Ehe verheiratet und hat aus der vorangehenden Ehe einen Sohn namens Wolfgang (* 1950) sowie einen Enkelsohn.

## Filmografie
- 1956: Gasparone
- 1963: Kean
- 1964: Professor Bernhardi
- 1965: Die letzten Tage der Menschheit (Fernsehfassung einer Theaterproduktion der Wiener Festwochen)
- 1966: Der Heiratsschwindler heiratet
- 1967: Kurzer Prozess
- 1968: Tragödie auf der Jagd
- 1968: Spaghetti
- 1968: Theaterg’schichten durch Liebe, Intrige, Geld und Dummheit
- 1968: Frühere Verhältnisse
- 1969: Fink und Fliederbusch
- 1969: Was kam denn da ins Haus?
- 1971: Chopin-Express
- 1973: Tatort: Frauenmord (Fernsehreihe)
- 1973: Die Biedermänner
- 1974: Hallo – Hotel Sacher … Portier! – Die Schwestern
- 1974: Okay S.I.R. – Falsche Tasten
- 1974: Telerop 2009 – Es ist noch was zu retten – Fortschritt verboten
- 1975: Die Insel der Krebse
- 1976: Bomber & Paganini
- 1976: Fluchtversuch
- 1976–1977: Die Alpensaga (sechsteiliges Fernsehdrama)
- 1978: Tatort: Mord im Krankenhaus
- 1979–1987: Locker vom Hocker (Oder: Es bleibt schwierig, Comedyreihe, 16 Folgen)
- 1979: Der Idiot im Hintergrund
- 1980: Keine Leiche ohne Lilli
- 1980: Egon Schiele
- 1981: Tatort: Mord in der Oper
- 1981: Den Tüchtigen gehört die Welt
- 1986: Die Lokomotive
- 1986: Geschichten aus der Heimat (Fernsehserie) Episode: Loreley in Kollerum
- 1987: Die Krimistunde (Fernsehserie, Folge 23, Episode: „Ich kann sehr dankbar sein“)
- 1988: Der Bierkönig
- 1988: Heiteres Bezirksgericht
- 1988: Herbst in Lugano
- 1986: Großstadtrevier – Kälteeinbruch
- 1989: Nächtliches Indien (Nocturne indien)
- 1990: Hessische Geschichten – Der hessische Gaul / Die dicksten Freunde / Die Macht des Gesangs
- 1990: Abrahams Gold
- 1990: Tatort: Seven Eleven
- 1990: Ein Heim für Tiere (Fernsehserie, eine Folge)
- 1992: Warburg: A Man of Influence
- 1992–1994: Unsere Hagenbecks (25 Folgen)
- 1994: Auf Wiedersehen Amerika
- 1994: Die Bartholomäusnacht (La Reine Margot)
- 1995: Die Macht des Schwertes (The Wanderer) (2 Folgen)
- 1996: Alte Liebe – Neues Glück (Hofrat Geiger) (TV)
- 1996: Das Geständnis
- 1997: Die Schuld der Liebe
- 1998: Black Flamingos – Sie lieben euch zu Tode
- 1998: Place Vendôme
- 1999: Kommissar Rex – Priester in Gefahr
- 2000: Hirnschal gegen Hitler
- 2001: Späte Liebe
- 2001: Zwölfeläuten
- 2001: Nobel
- 2002: Jedermanns Fest
- 2002: Gebürtig
- 2002: Epsteins Nacht
- 2003: Supertex – Eine Stunde im Paradies
- 2004: Schimanski – Das Geheimnis des Golem
- 2004: Kommissar Rex – Sein letzter Sonntag
- 2005: Wenn der Vater mit dem Sohne
- 2005: Familie zu verkaufen
- 2006: Schlosshotel Orth – Das Erbe
- 2006: Kronprinz Rudolfs letzte Liebe
- 2006: Trautmann – Bumerang
- 2007: Bis später, Max!
- 2008: Der Nikolaus im Haus
- 2009: Das Vaterspiel
- 2009: Berlin 36 – Regie: Kaspar Heidelbach
- 2009: SOKO Donau – Die grauen Männer
- 2010: Bloch – Verfolgt
- 2011: Glücksbringer
- 2011: Der Mann mit dem Fagott

## Hörspiele
- 1950: Herbert Horn: Unsere Brücke (Makarenko) – Regie: Rudolph Pallas (Berliner Rundfunk)
- 1953: Autor und Sprecher: Der Fall van der Lubbe – Regie: Franz Josef Engel (RAVAG Wien)

## Auszeichnungen
- 1995: Johann-Nestroy-Ring[5]

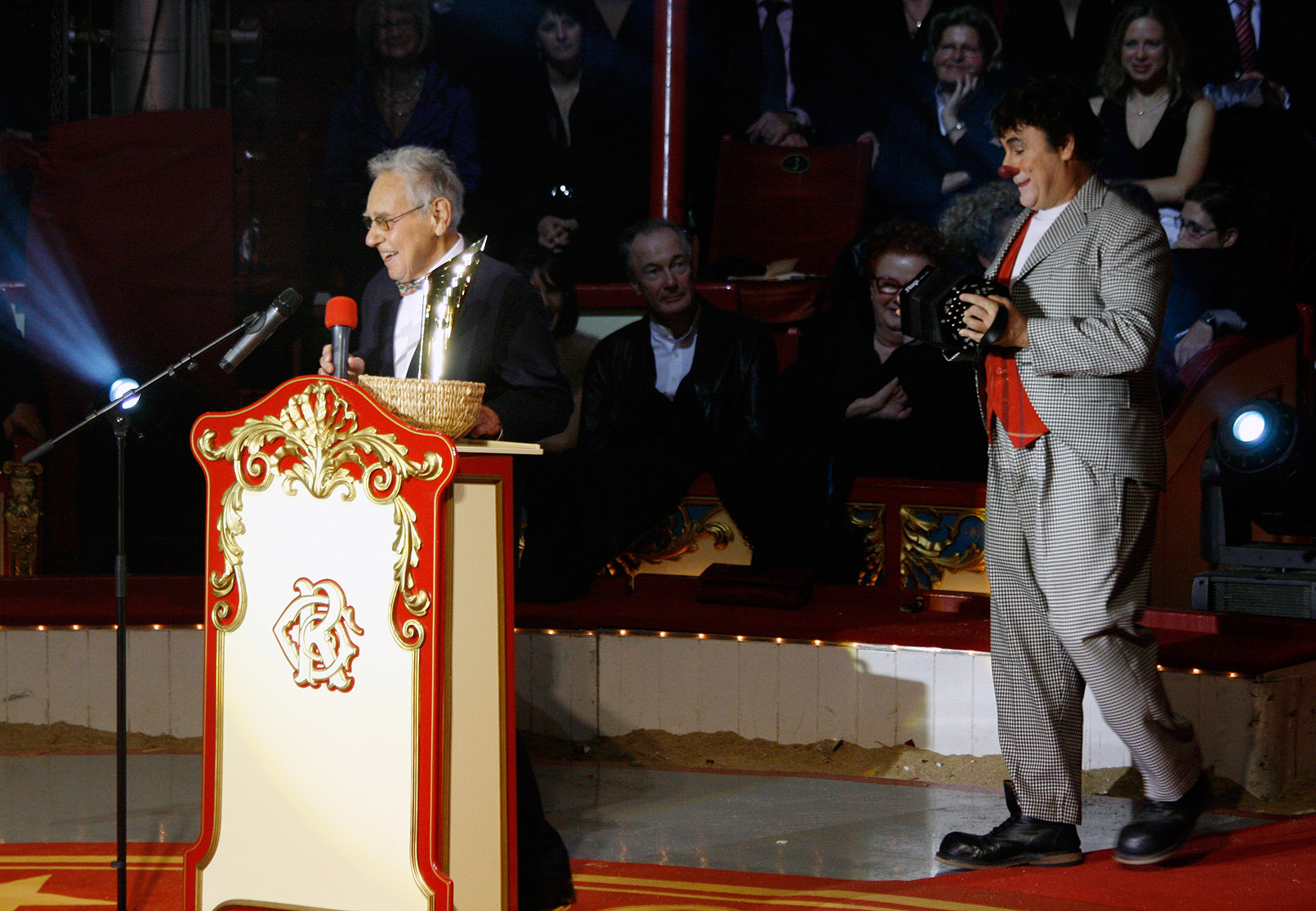
Otto Tausig und David Larible (Nestroy-Theaterpreis 2009)

- 1997: Bruno Kreisky Preis für Verdienste um die Menschenrechte[8]
- 2005: Europäische Friedensrose Waldhausen
- 2007: Österreichisches Ehrenkreuz für Wissenschaft und Kunst I. Klasse
- 2009: Nestroy-Theaterpreis, Auszeichnung für das Lebenswerk